# Museo del Mar de Galicia
El Museo del Mar de Galicia es un centro cultural y científico dedicado al mar, inaugurado en junio de 2002 en la punta do Muíño, en la parroquia viguesa de Alcabre. El patronato del museo está compuesto por la Consejería de Cultura de la Junta de Galicia, el Consorcio de la Zona Franca de Vigo y el Ayuntamiento de Vigo.

## Arquitectura

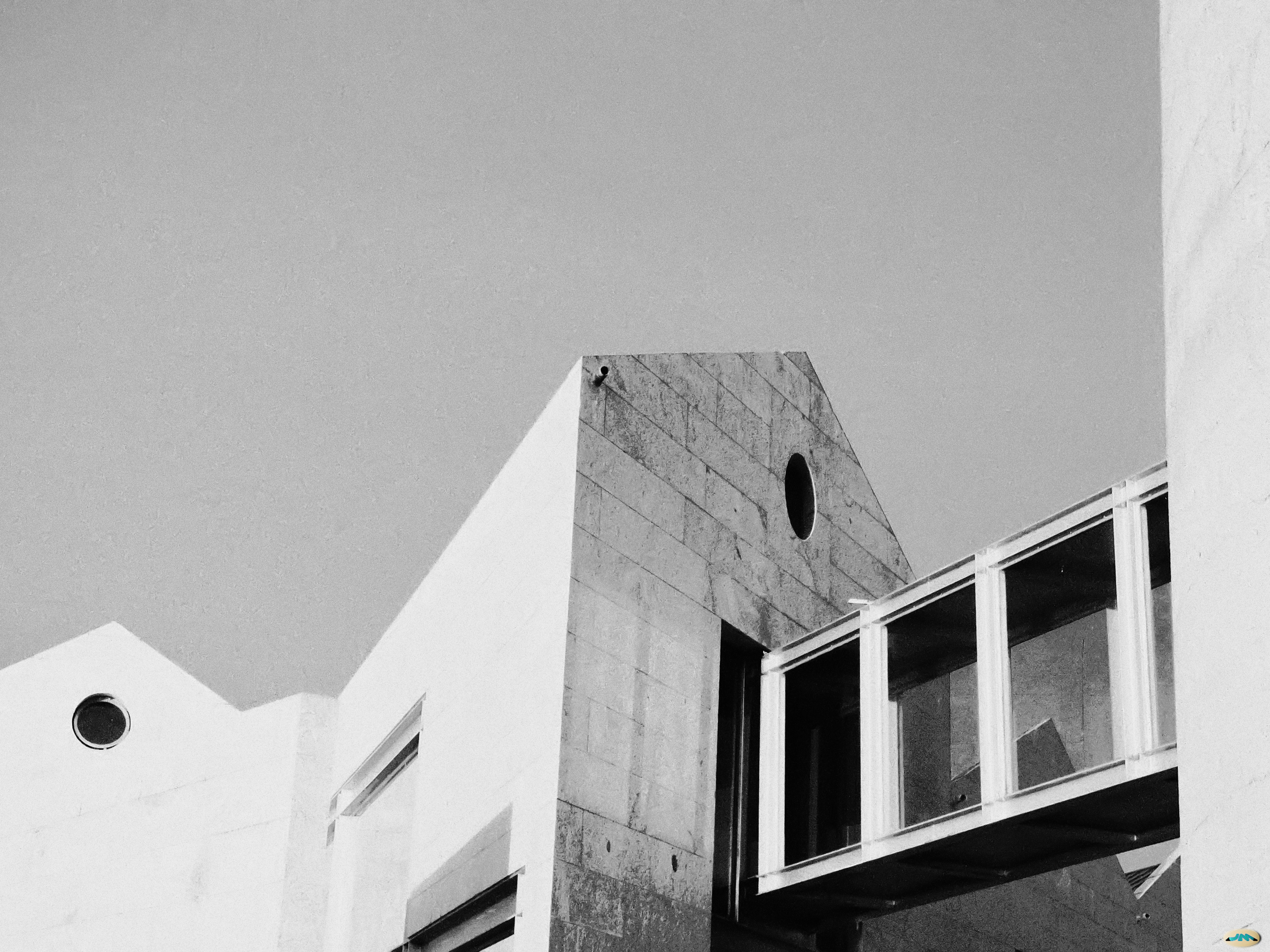
Pasarela de unión del edificio principal con el edificio anexo

El espacio museístico fue proyectado por los arquitectos César Portela y Aldo Rossi, este último ganador del Premio Pritzker. La ejecución del proyecto fue llevada a cabo por Portela tras el fallecimiento del italiano. La estructura del museo toma como referencia la utilizada en la antigua fábrica de conservas de Alcabre, siendo modificada, incorporando mayores ampliaciones respecto al diseño inicial.
Consta de tres edificios: Un edificio principal y otro anexo al que se accede a través de una pasarela, un acuario y una cafetería-restaurante. En el contorno también un aparcamiento gratuito para las visitas, un faro de estructura metálica y una rompiente. En la entrada existe una pequeña bajada empedrada, flanqueada por dos hileras de árboles y en un lateral de esta se encuentra un mural policromado, pensado por Francisco de Sales Covelo e interpretado por Isaac Díaz Pardo en la factoría de la Real Fábrica de Sargadelos en 2003.
El edificio cuenta con reconocimiento y prestigio mundial como una gran obra arquitectónica, recibiendo visitas de estudiantes de arquitectura de diversos países. Es destacable indicar que en el año 2005 el edificio recibió el premio Philippe Rotthier de arquitectura.

## El Museo
El centro cuenta con un total de 17 000 m² destinados a la exposición permanente del museo, y además alojan diversas exposiciones temporales de temáticas muy variadas, en la medida de lo posible relacionadas con el mar.

### Edificio principal
El edificio principal, contiene la recepción en donde se tramitan las entradas y la tienda para la venta de productos relacionados con el mar y recuerdos, una sala de exposiciones temporales y las primeras salas de exposición permanente, que son las siguientes:
- El gabinete del naturalista.

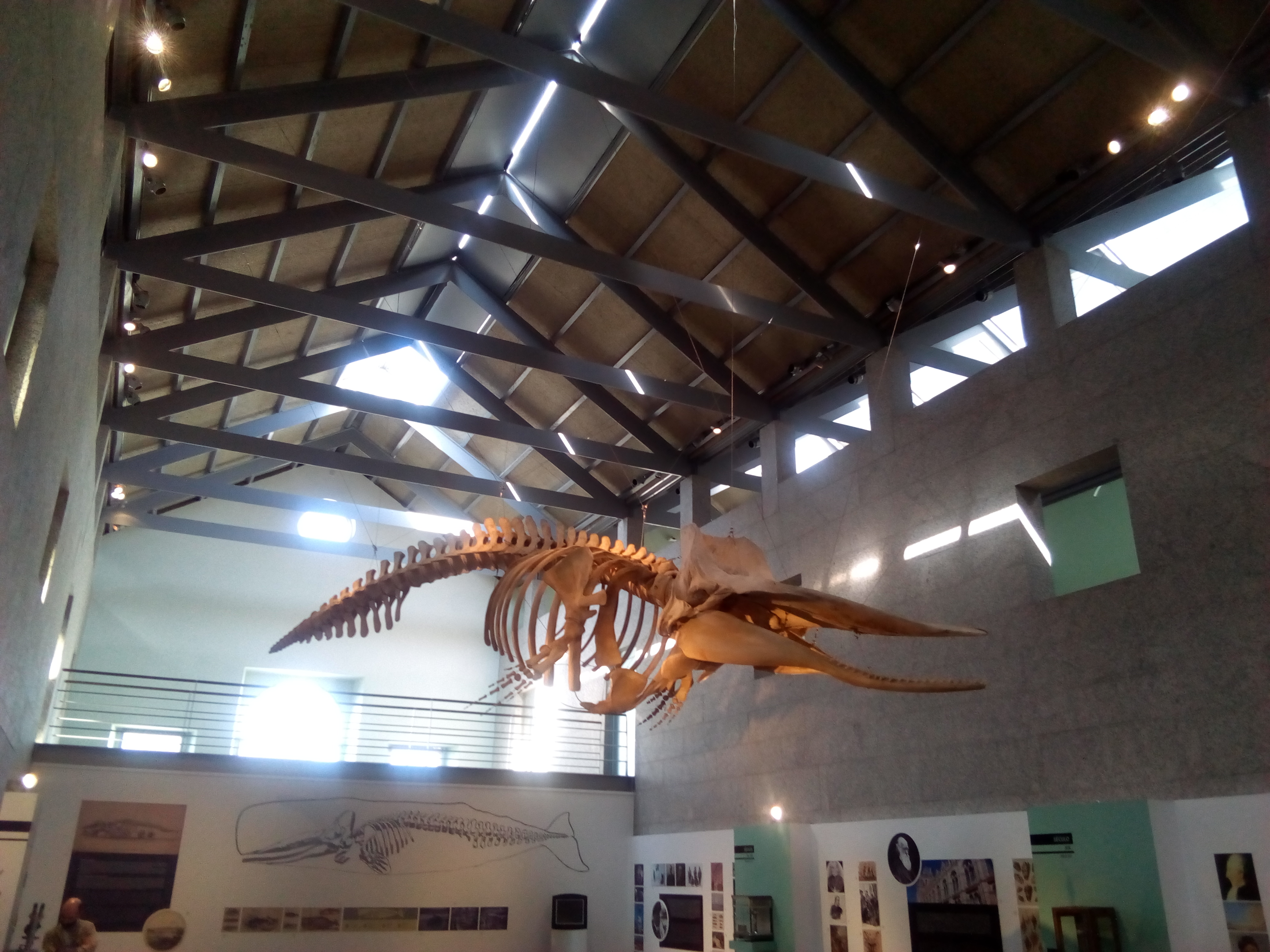
Esqueleto de cachalote en la sala de oceanografía

- La sala de exposiciones temporales, entre estas exposiciones destaca la organizada en los años 2015 y 2016, con una temática que trataba sobre el salvamento marítimo y un homenaje a los diferentes desastres marinos o naufragios ocurridos en Galicia, como por ejemplo: el desastre del Prestige, el hundimiento del Polycommander o el naufragio del petrolero Aegean Sea, entre otros.[15]

- La sala dedicada a la investigación oceanográfica y a la exploración del mundo submarino.[16]

Y finalmente en los pasillos que unen las diferentes salas del primer edificio nos podemos encontrar salas de exposiciones permanentes, fotografías de la zona marinera de Vigo, fotografías de faros de Galicia, maquetas de diferentes embarcaciones, antiguos trajes de buceo o una boya lanzatorpedos inventada por Antonio Sanjurjo Badía, submarino construido en Vigo en el año 1898, entre otras muchas piezas de gran valor museístico.

### Edificio anexo
A través de una pasarela acristalada que permite ver el castro de Alcabre y la ría de Vigo, se accede al edificio anexo. El cual cuenta con dos plantas distribuidas de la siguiente manera:

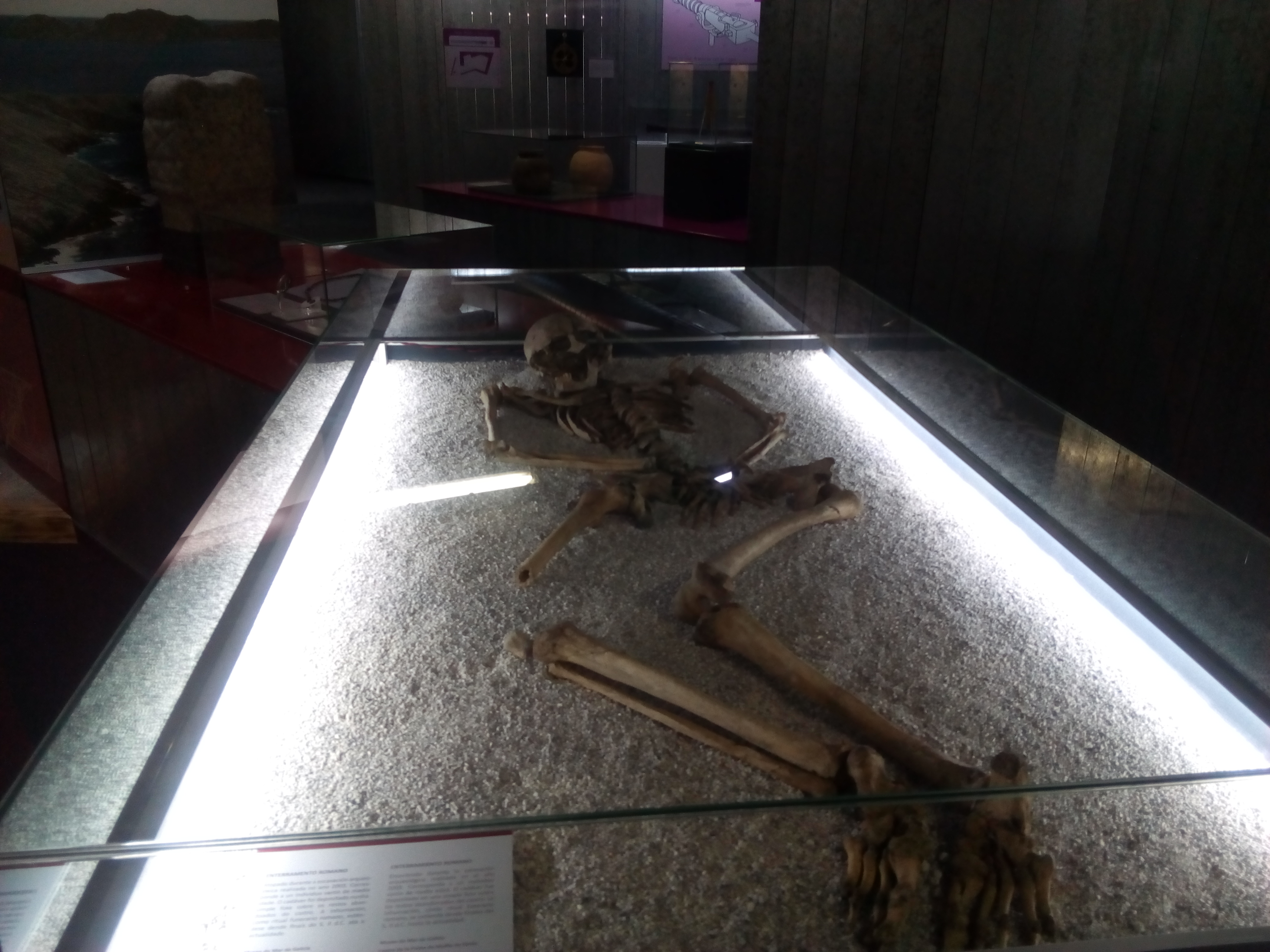
Restos humanos de la época del Imperio Romano en la sala de arqueología subacuática

- En la primera planta, el visitante se encuentra con una gran sala con diversos bloques temáticos, que incluye embarcaciones tradicionales, industria conservera, industria ballenera, pesca de la sardina y su relación con las antiguas fábricas de salazón, pesca del atún, construcción naval en la ría de Vigo, etcétera.[21]

- En la planta baja está ubicada la sala de arqueología subacuática, que además también es depósito de todos los objetos arqueológicos rescatados en la costa gallega, en donde con sus 600 m² de exposición permanente nos encontramos con la mayoría de las piezas más valiosas que expone el museo en la actualidad, las cuales están exhibidas en diversas salas que repasan la relación del ser humano con el mar desde la prehistoria hasta nuestros tiempos.[22][23]

### Acuario
En el tercer edificio se encuentran los acuarios del museo, en donde el visitante puede visualizar una pequeña muestra de la fauna marina que habita en la ría de Vigo, desde la costa hasta las islas Cíes. En esta estancia del museo el visitante puede encontrarse, entre otras especies: pintarrojas, doradas, rubios, lenguados, rodaballos, langostas de mar, rayas, sargos, estrellas de mar, caballitos de mar, peces pipa, etcétera.

## Oferta cultural

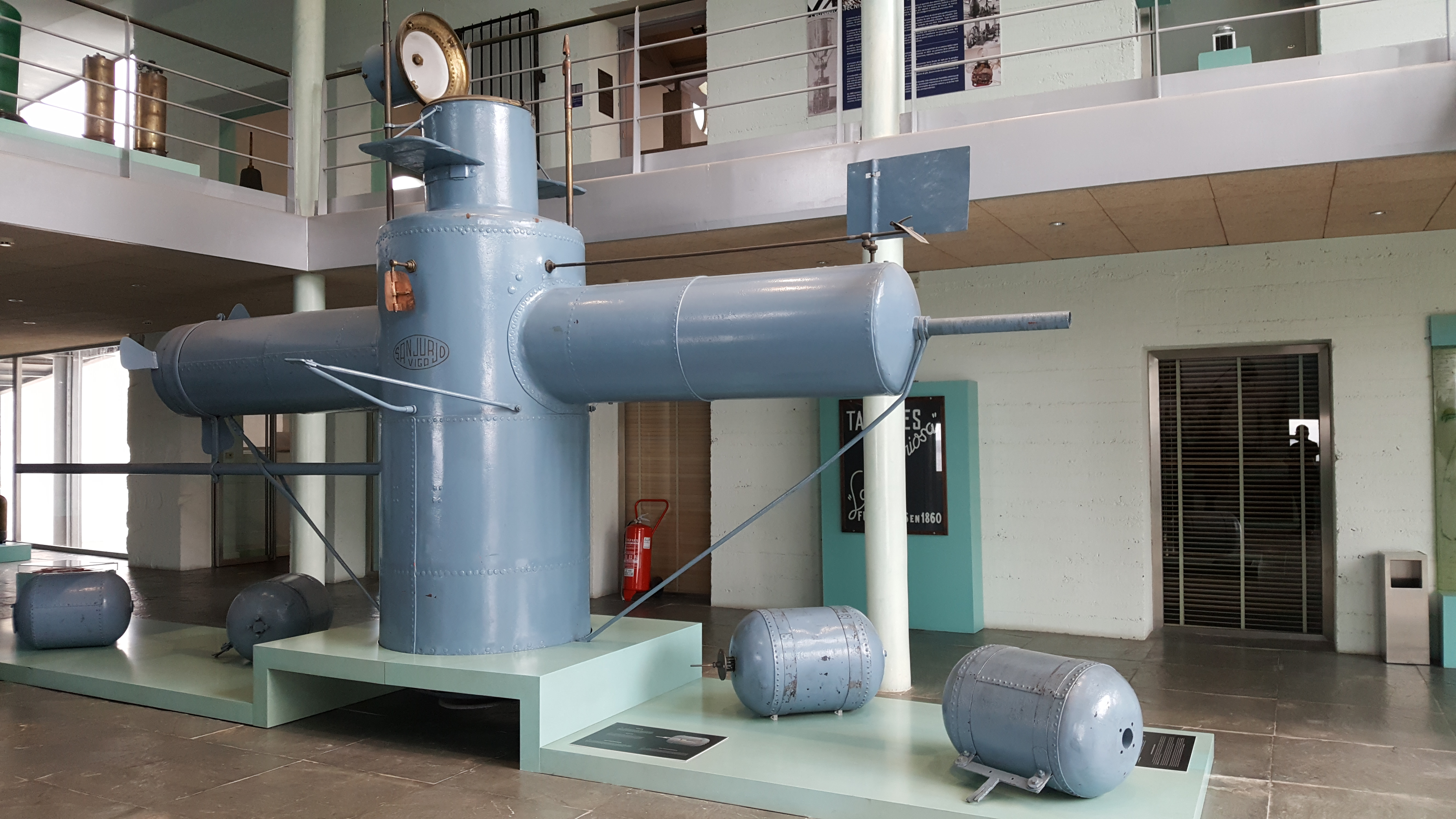
Boya lanzatorpedos de Antonio Sanjurjo Badía

El museo, cuenta con una extensa oferta cultural, que se basa principalmente en actividades ofertadas a colegios y familias. 
Los visitantes pueden participar en una serie de talleres didácticos orientados a niños y mayores, así como visitas escolares y asociaciones. Estas actividades, pueden comprender diferentes temáticas, que abarcan desde el naturalista del siglo XIX hasta la cultura marinera de Galicia. 

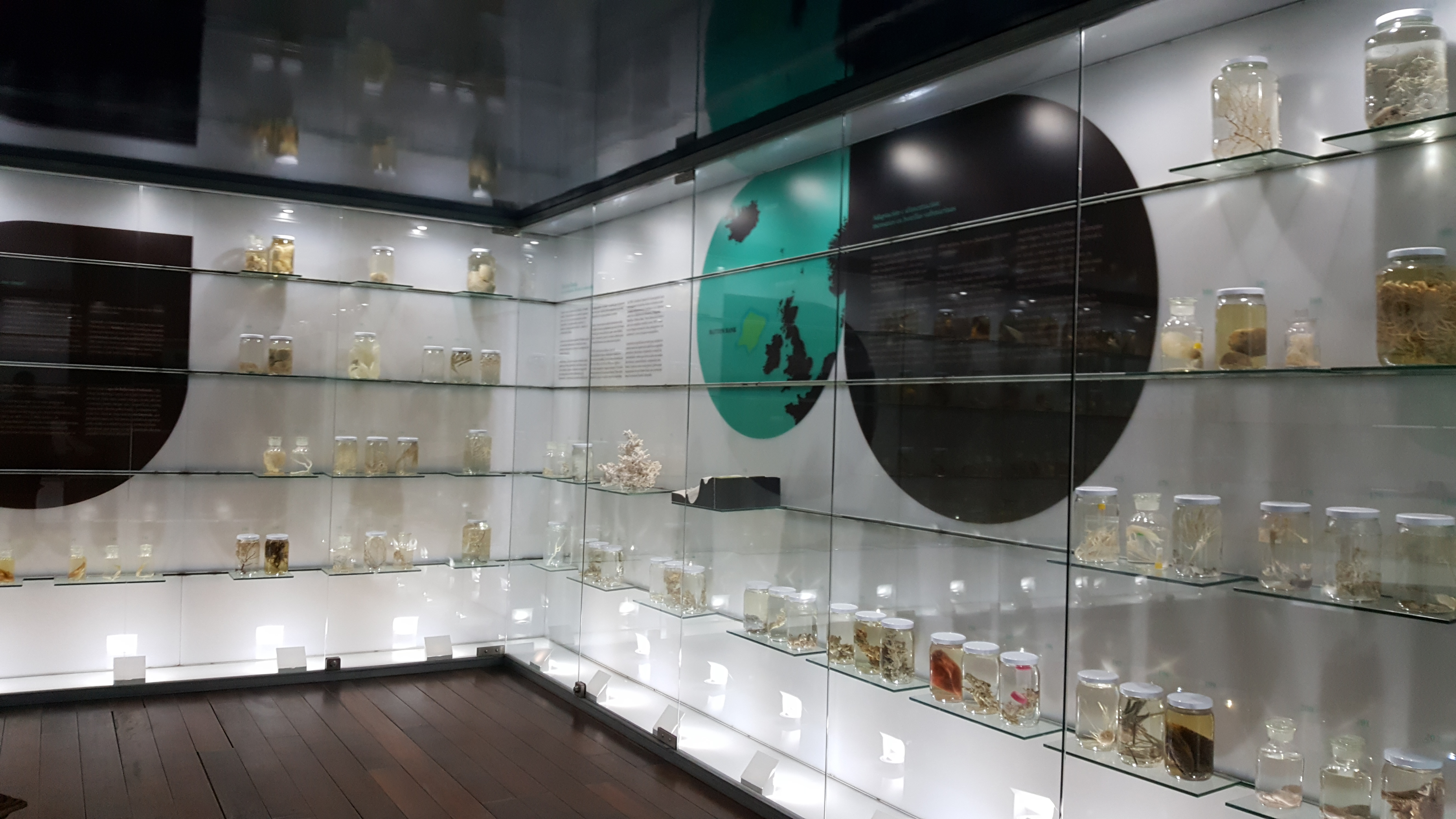
Sala de frascos con especies marinas

Aparte de estos talleres, los visitantes pueden asistir en fechas señaladas a eventos como la alimentación de los peces del acuario, o actividades realizadas exclusivamente para exposiciones temporales, como pases guiados o talleres especiales. 
Además, el propio museo participa en una serie de actividades de investigación como la memoria del mar, el proyecto Neuston o el encuentro de embarcaciones tradicionales de Galicia.
Estas actividades se pueden solicitar llamando al centro de martes a viernes. También existe la opción de que los visitantes dejen su correo electrónico rellenando una ficha en recepción, y todas las ofertas y actividades le serán remitidas.
Cabe destacar que entre los meses de octubre del año 2017 y de marzo del año 2018, en las instalaciones del museo se expuso el Pergamino Vindel, el cual fue cedido durante esos meses y de forma gratuita por la Biblioteca y Museo Morgan de Nueva York.

## Centros relacionados
El museo también coordina el Centro Arqueológico de Salinae, que alberga los restos de una salina romana junto con un centro de interpretación de reducido tamaño, que relata brevemente el papel de la sal en el Imperio Romano y las características del yacimiento.

## Galería de imágenes

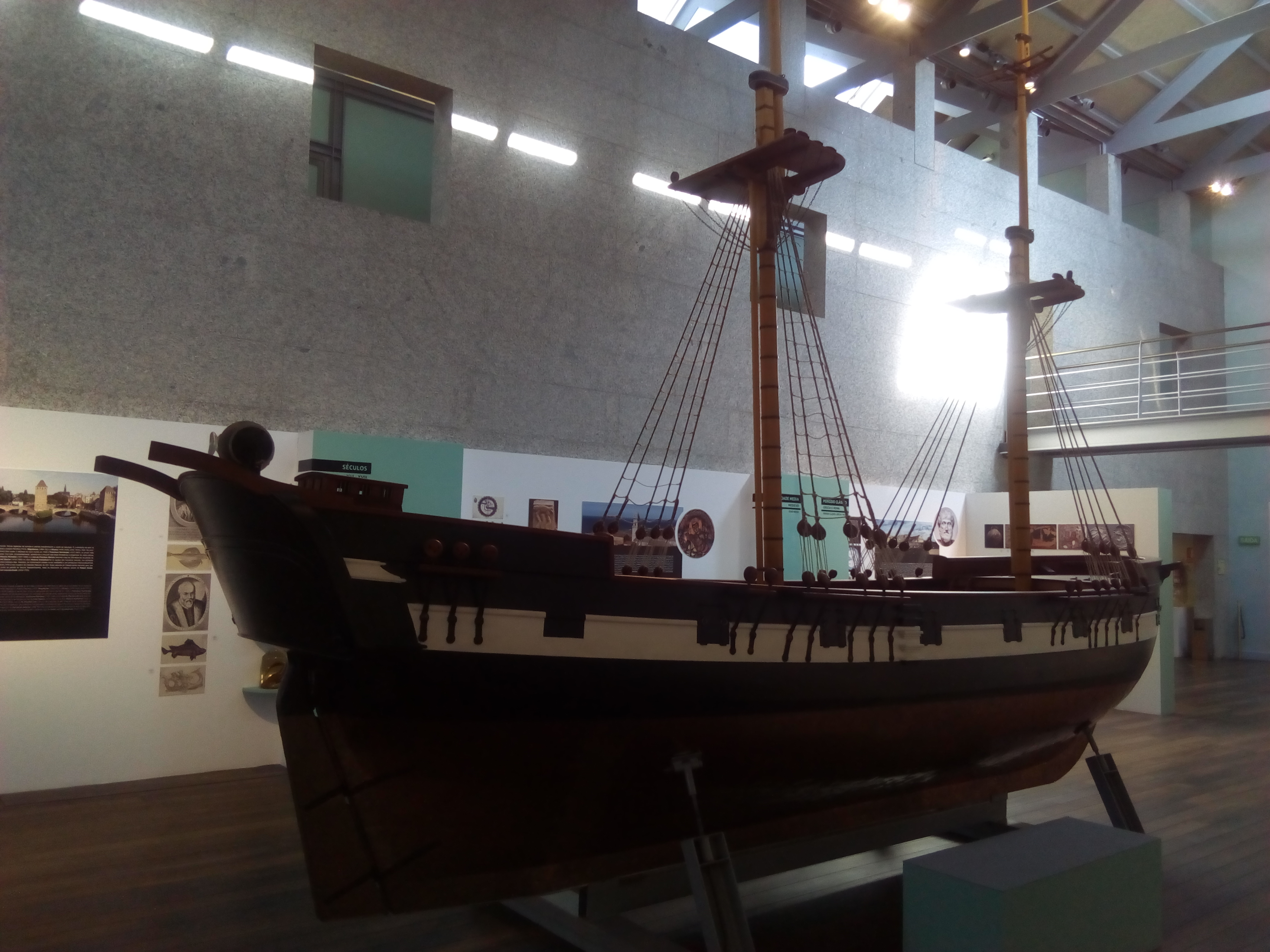
Antigua embarcación de madera
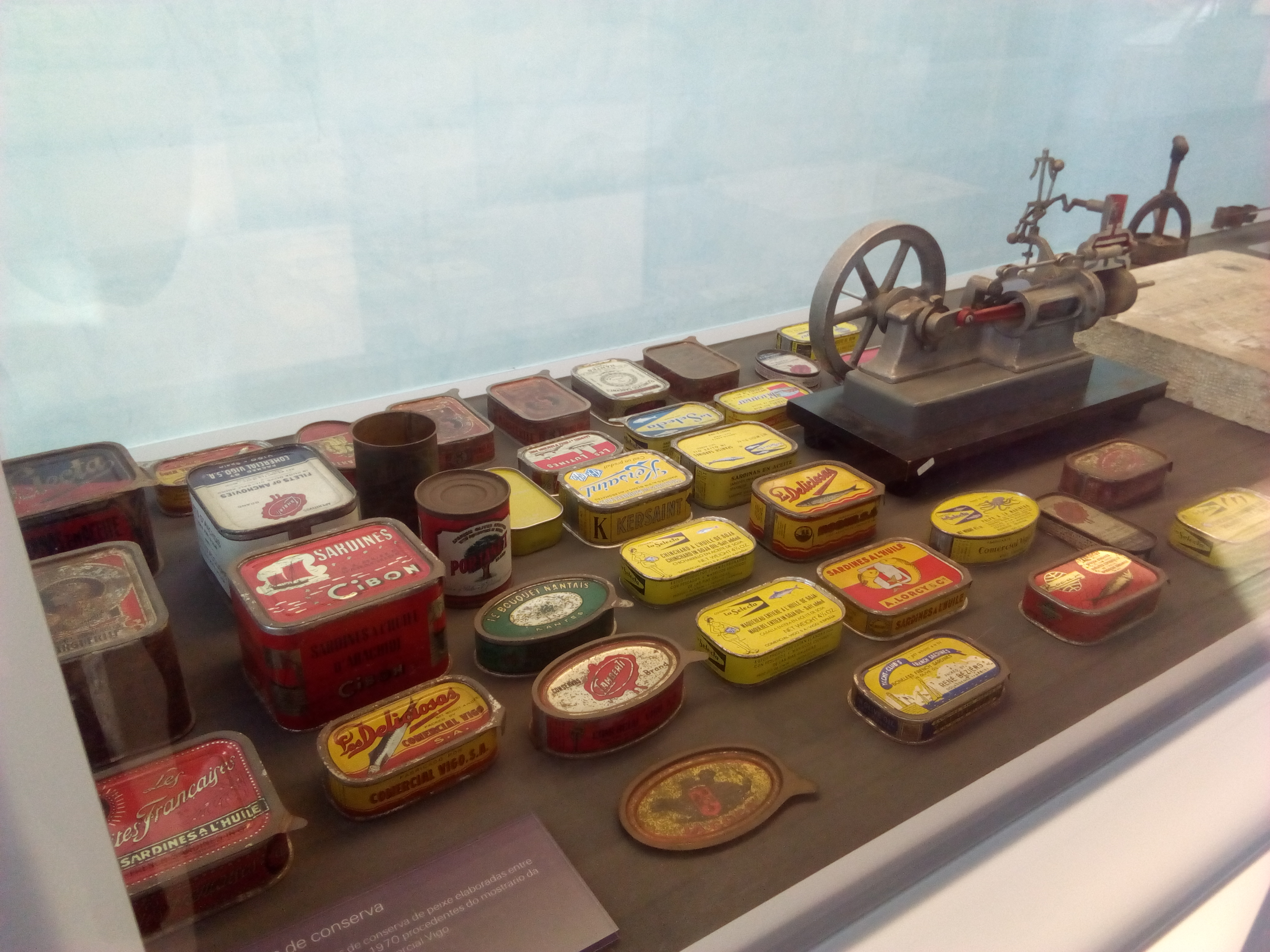
Antiguas latas de conserva
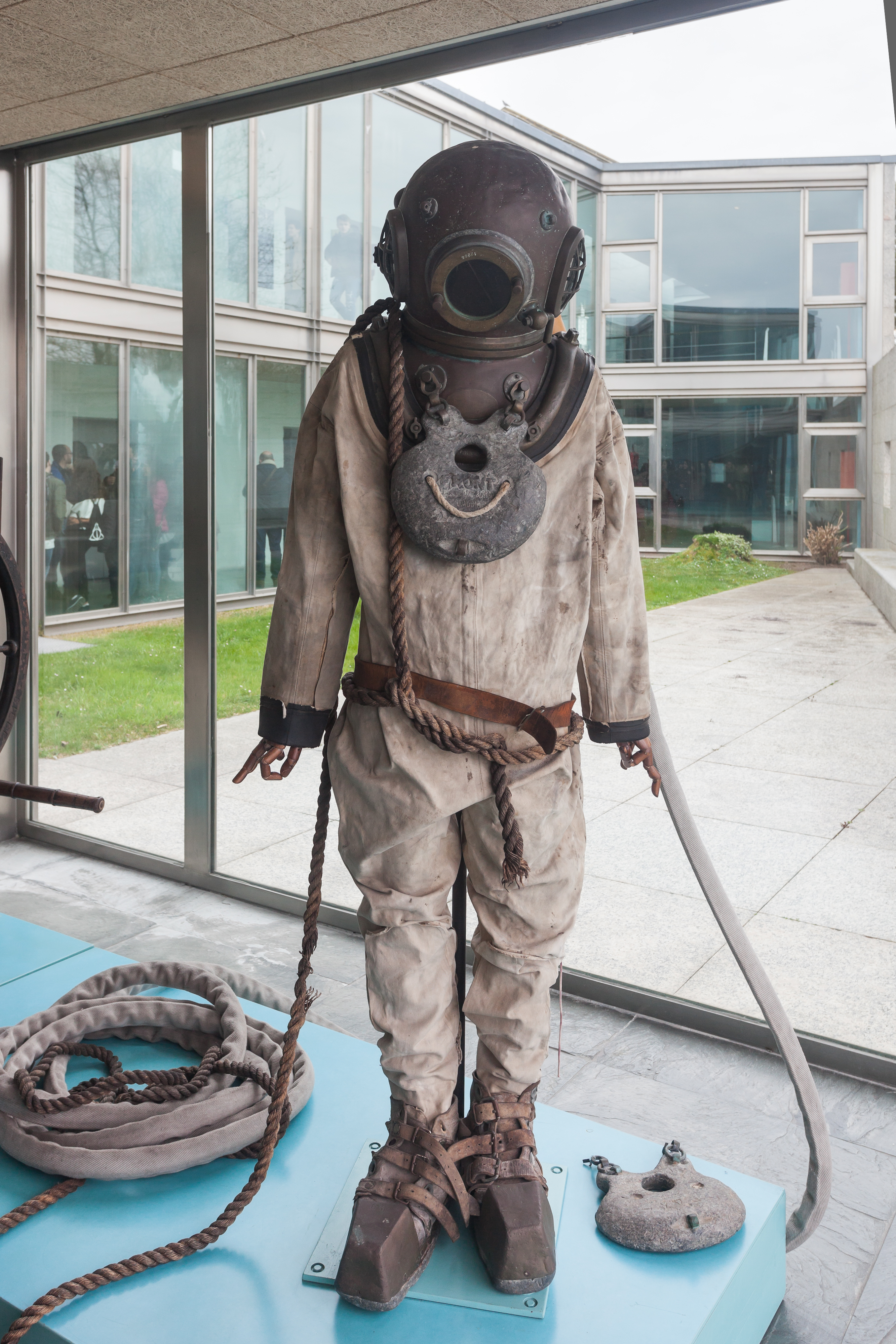
Antiguo equipo de buceo
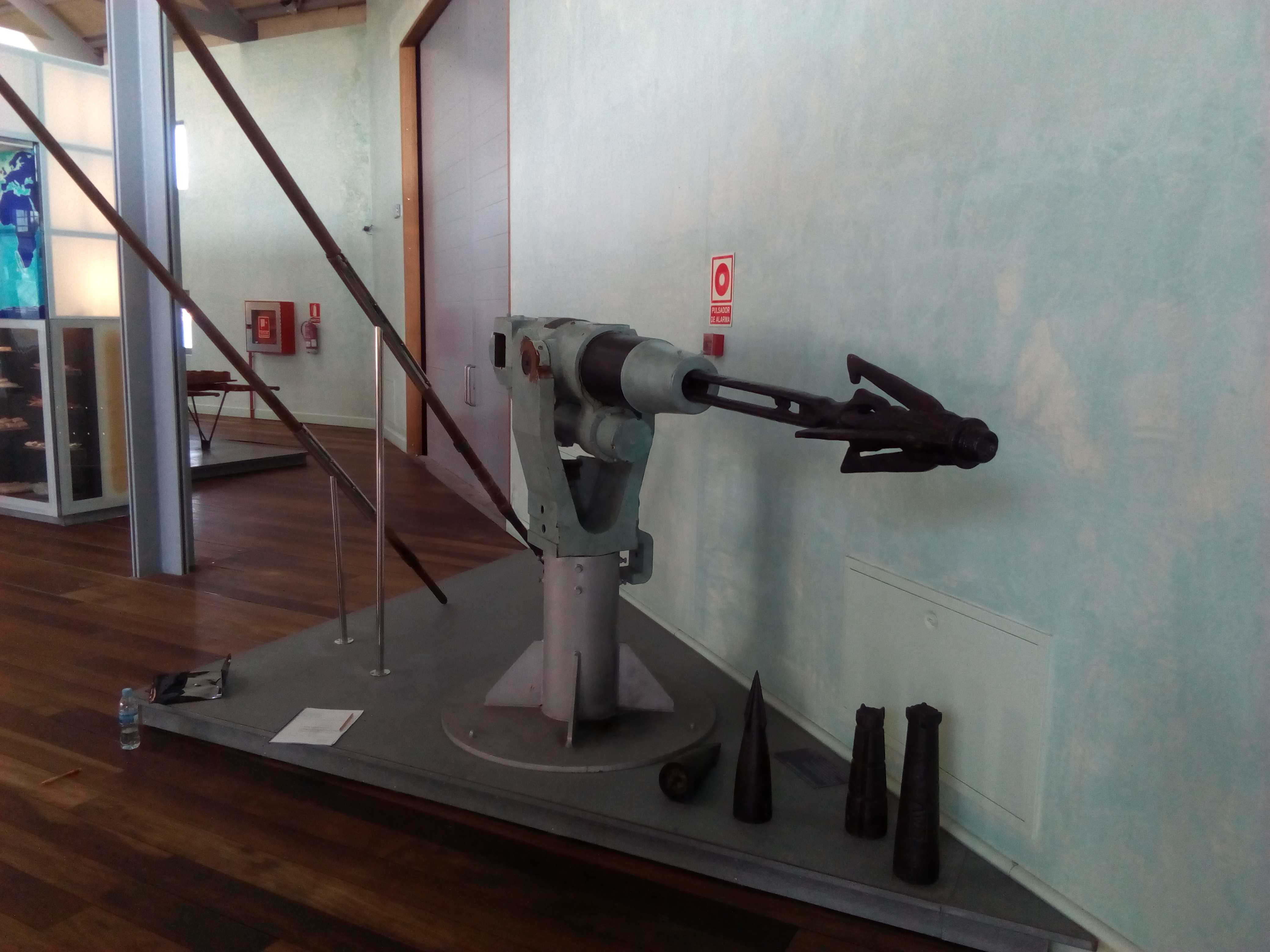
Arpón utilizado en la caza de ballenas por la flota gallega
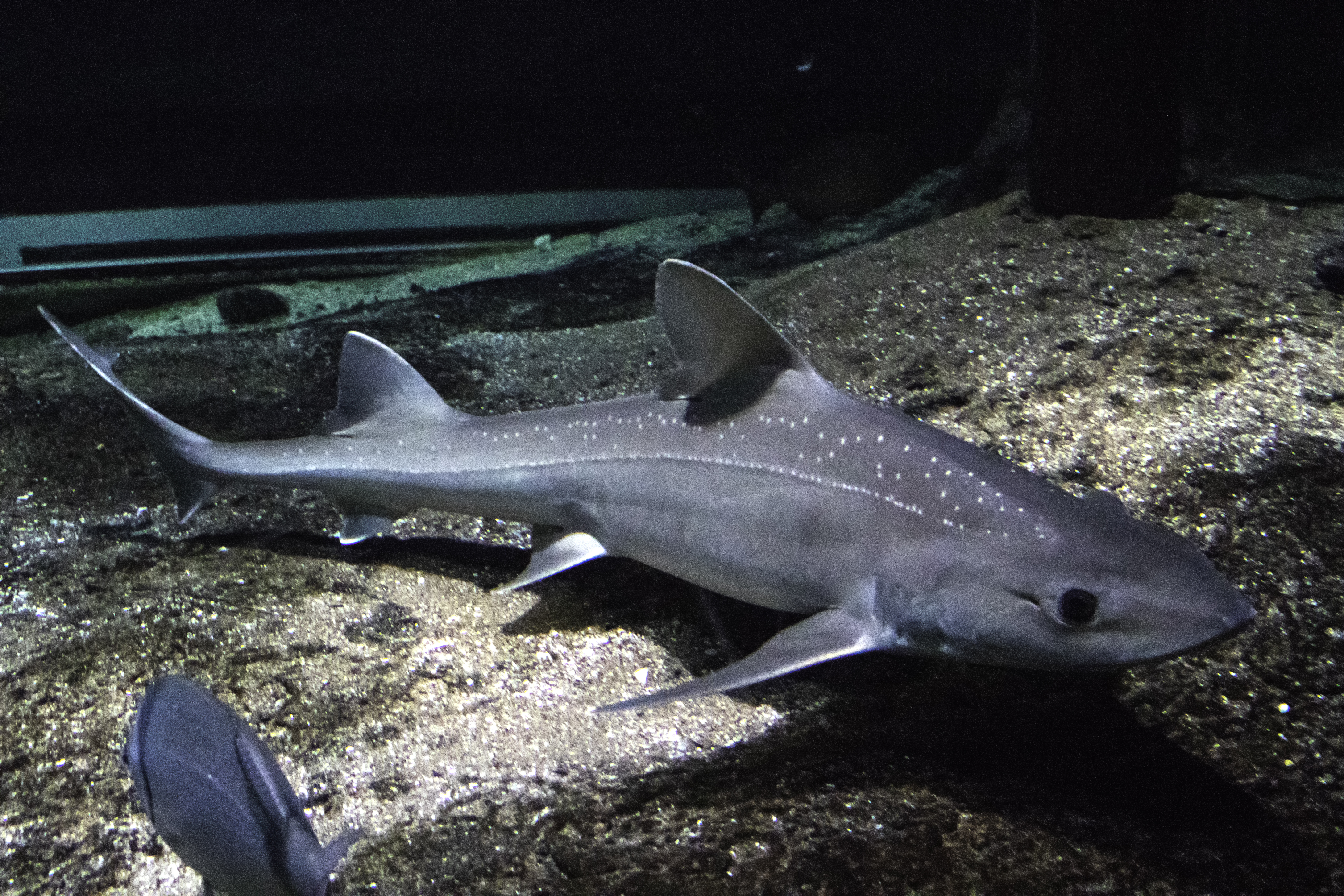
Cazón en el acuario
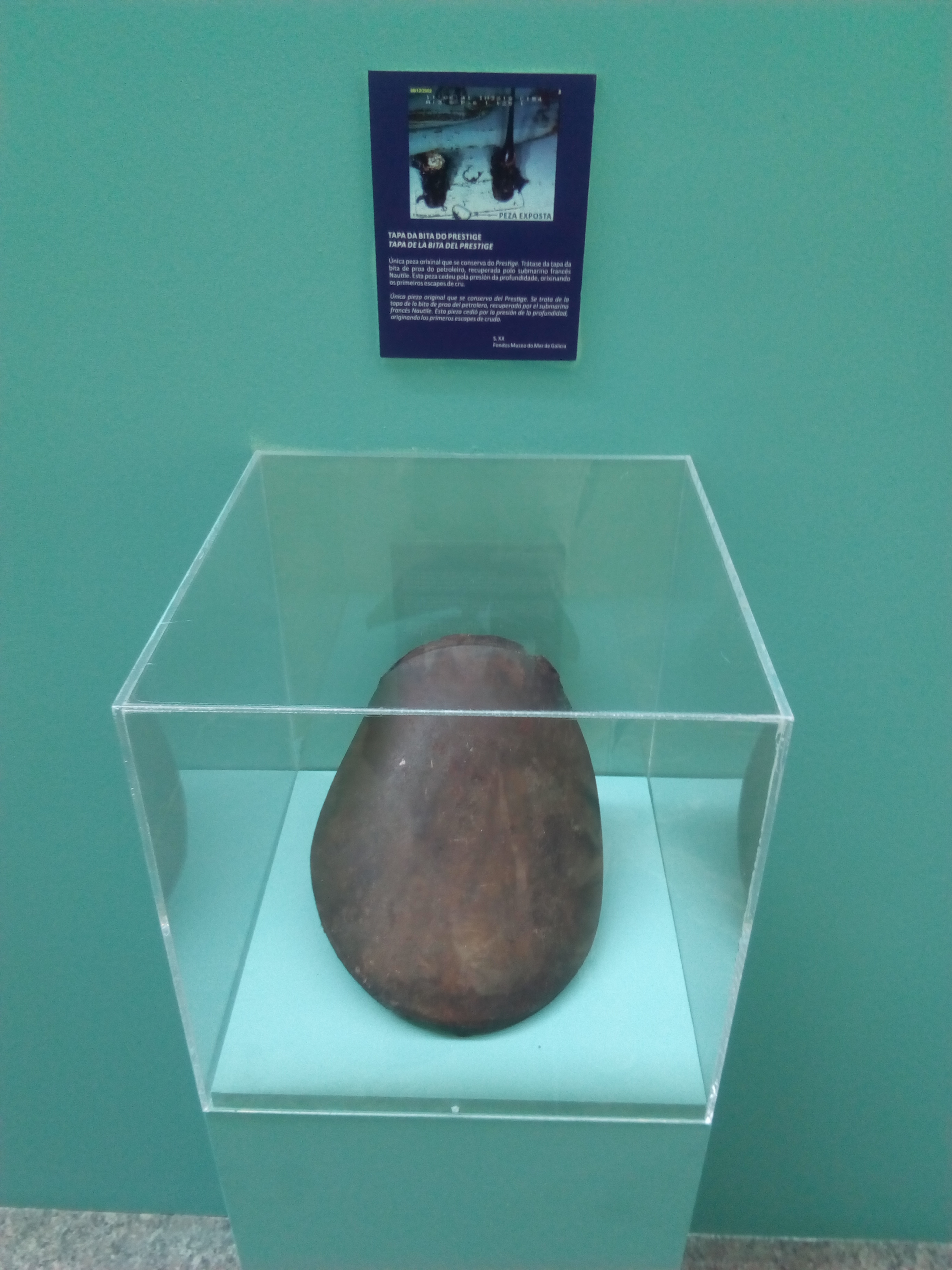
La tapa de la bita del Prestige es la única pieza que se conserva del buque
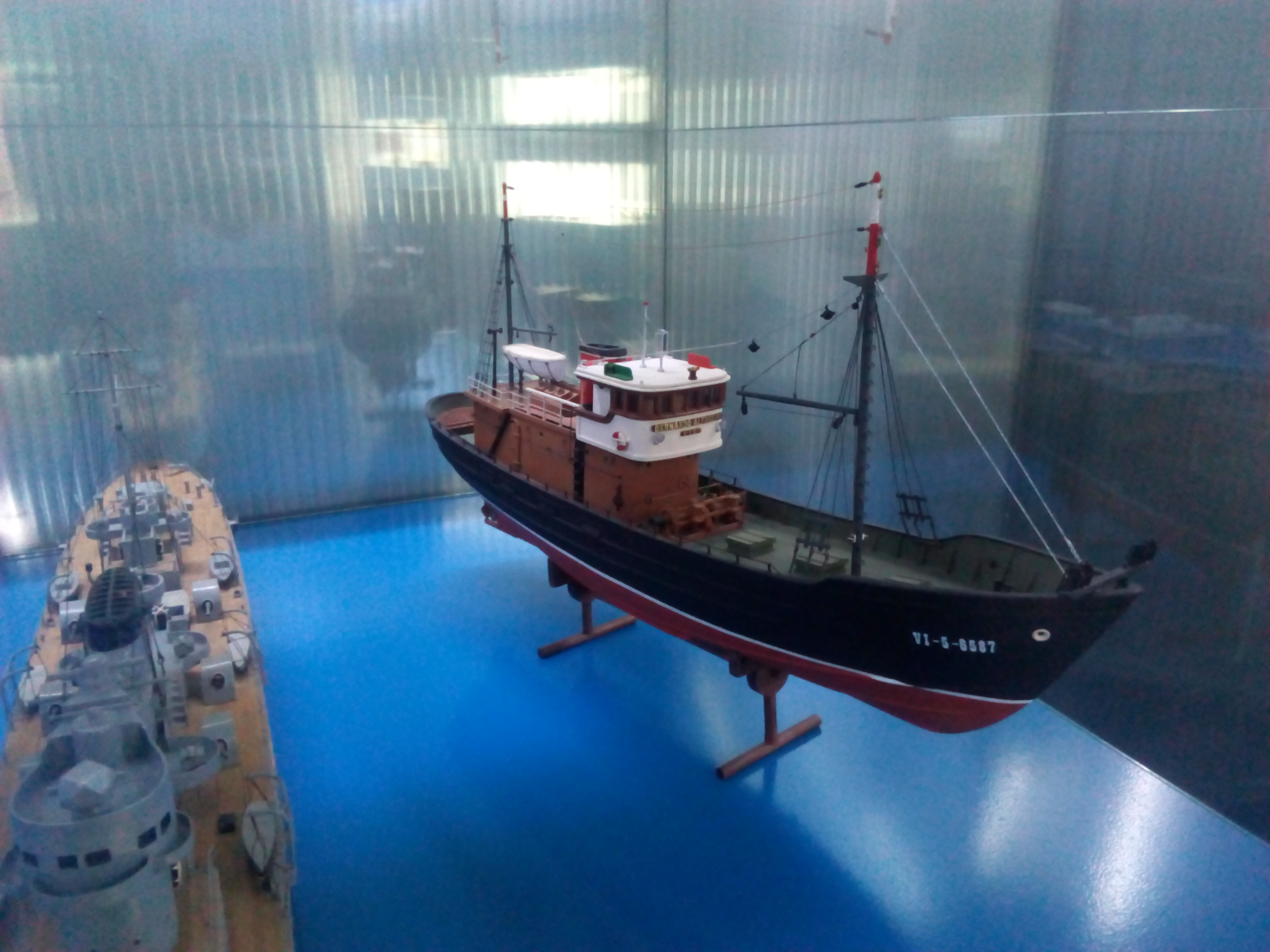
Maqueta del buque arrastrero Bernardo Alfageme
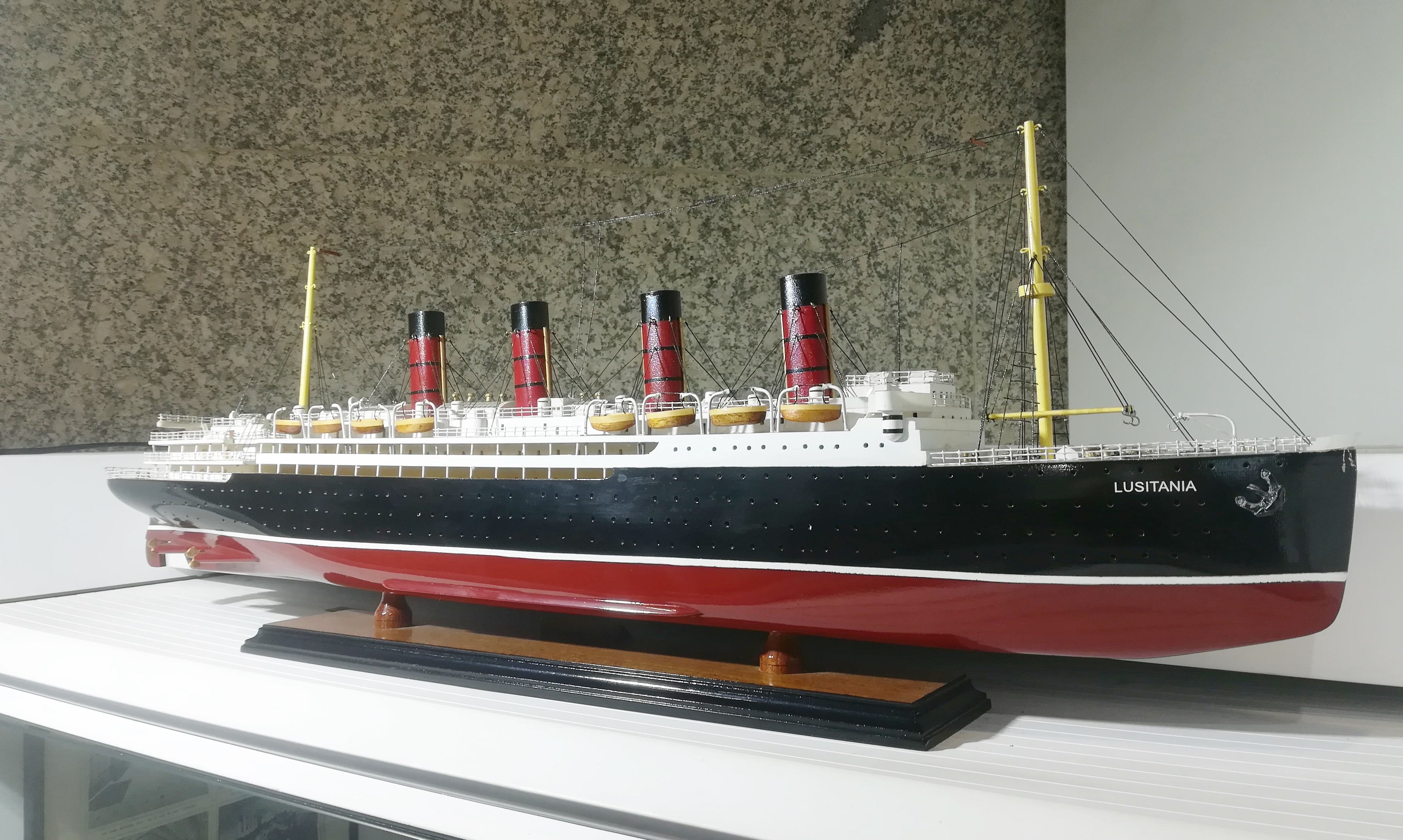
Maqueta del Lusitania, transatlántico inglés torpedeado y hundido en la I Guerra Mundial
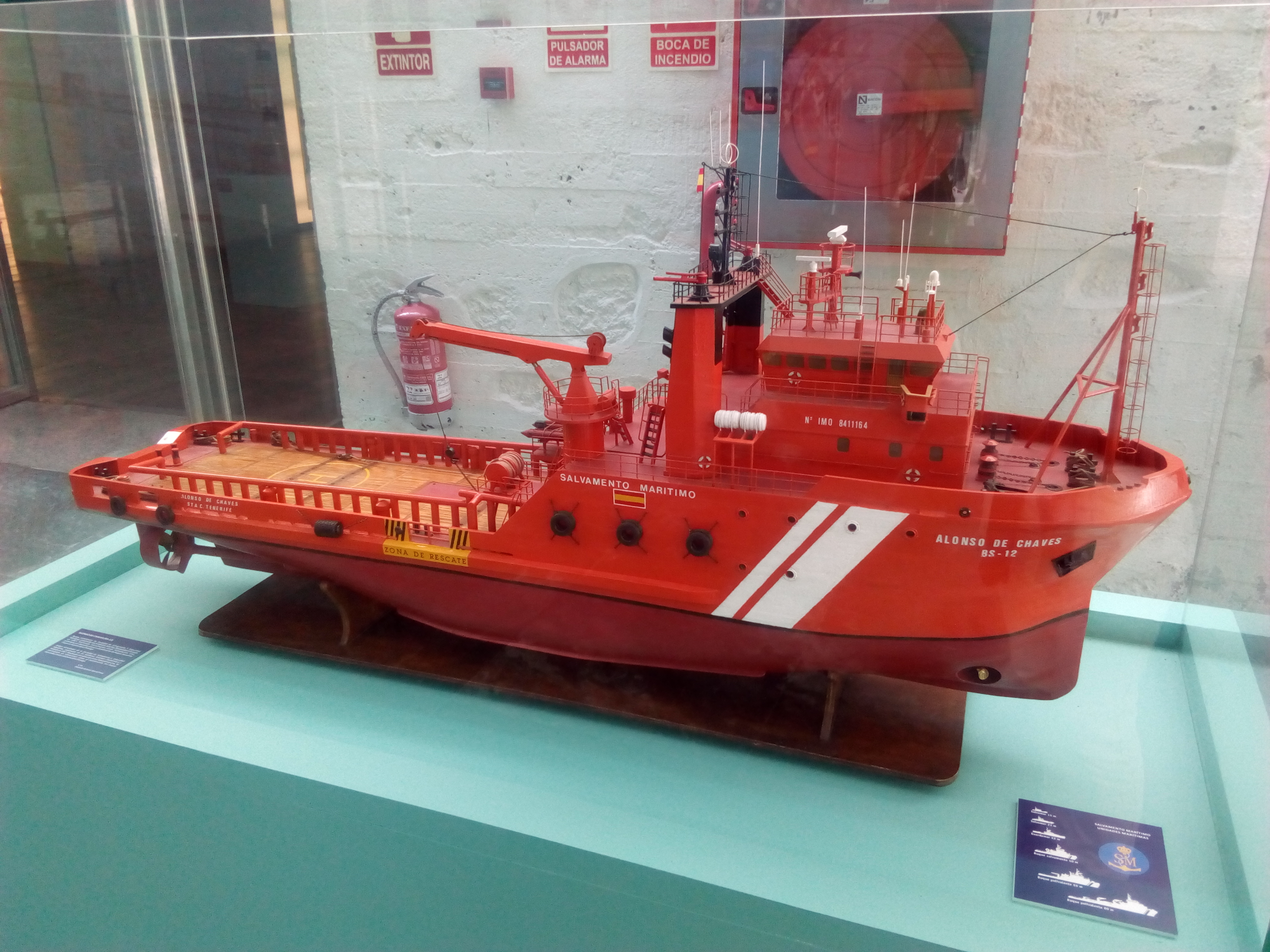
Maqueta del buque de salvamento marítimo Alonso de Chaves
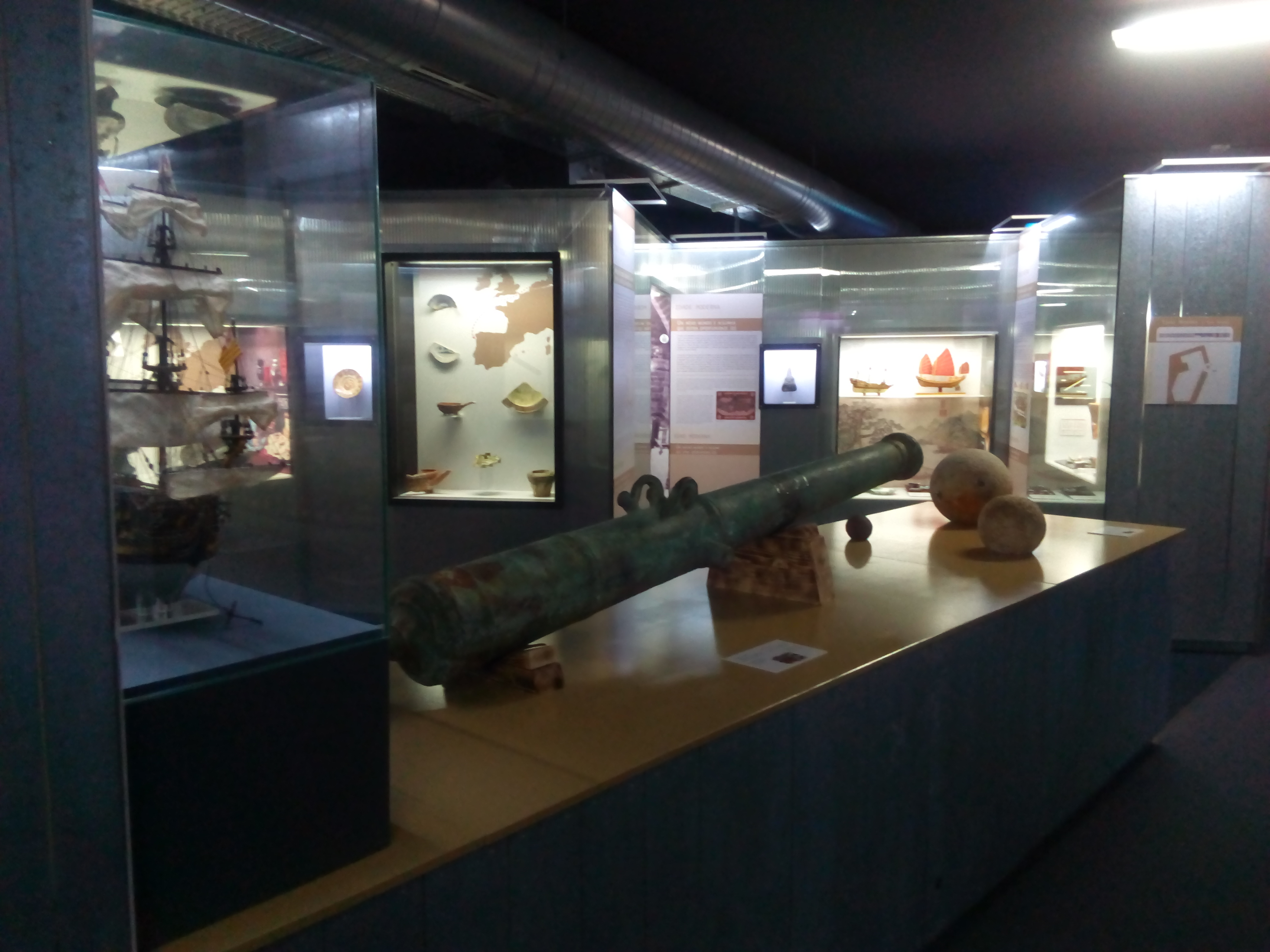
Objetos expuestos en la sala de arqueología subacuática
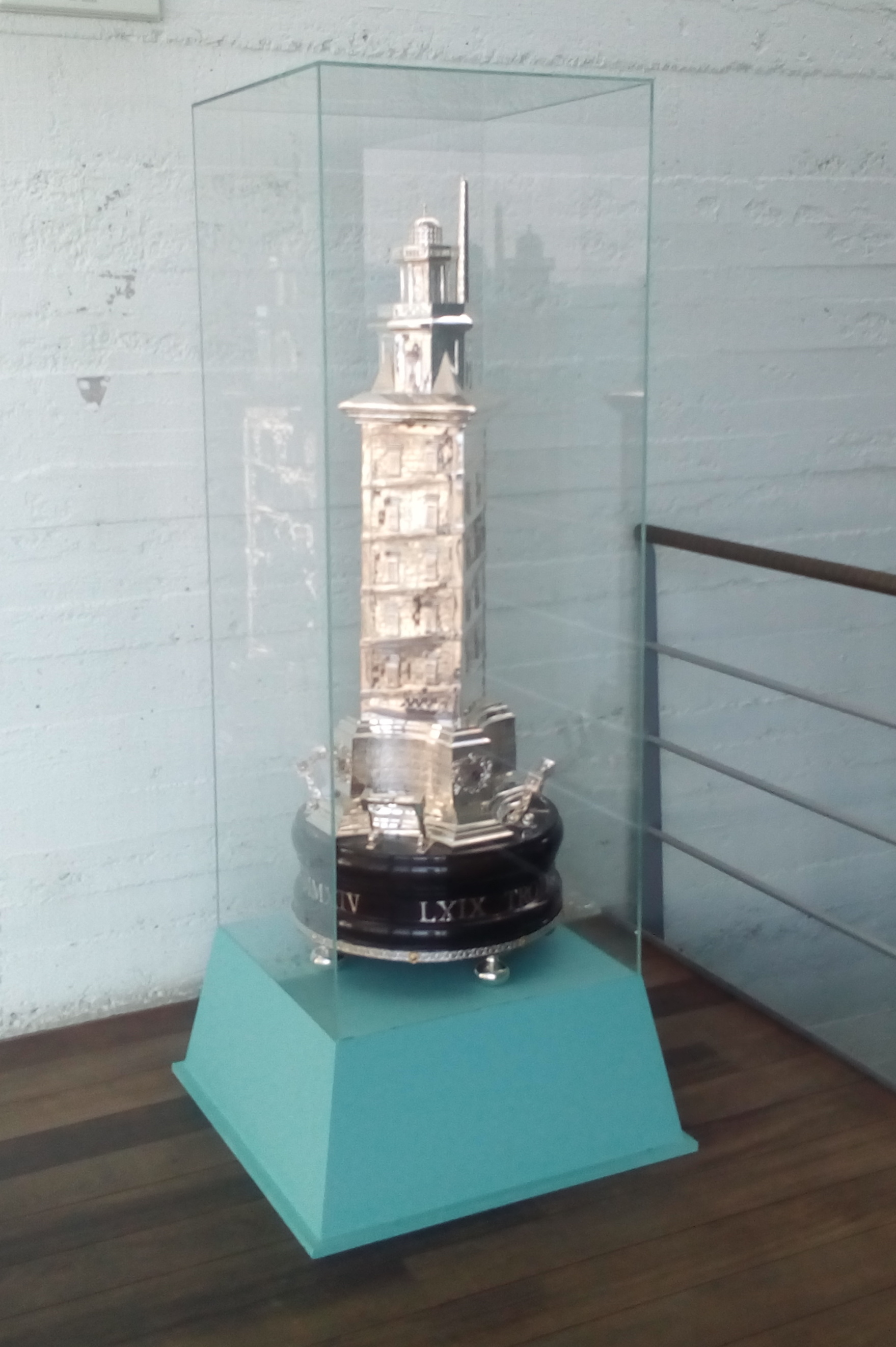
Trofeo Teresa Herrera donado por el Deportivo de la Coruña
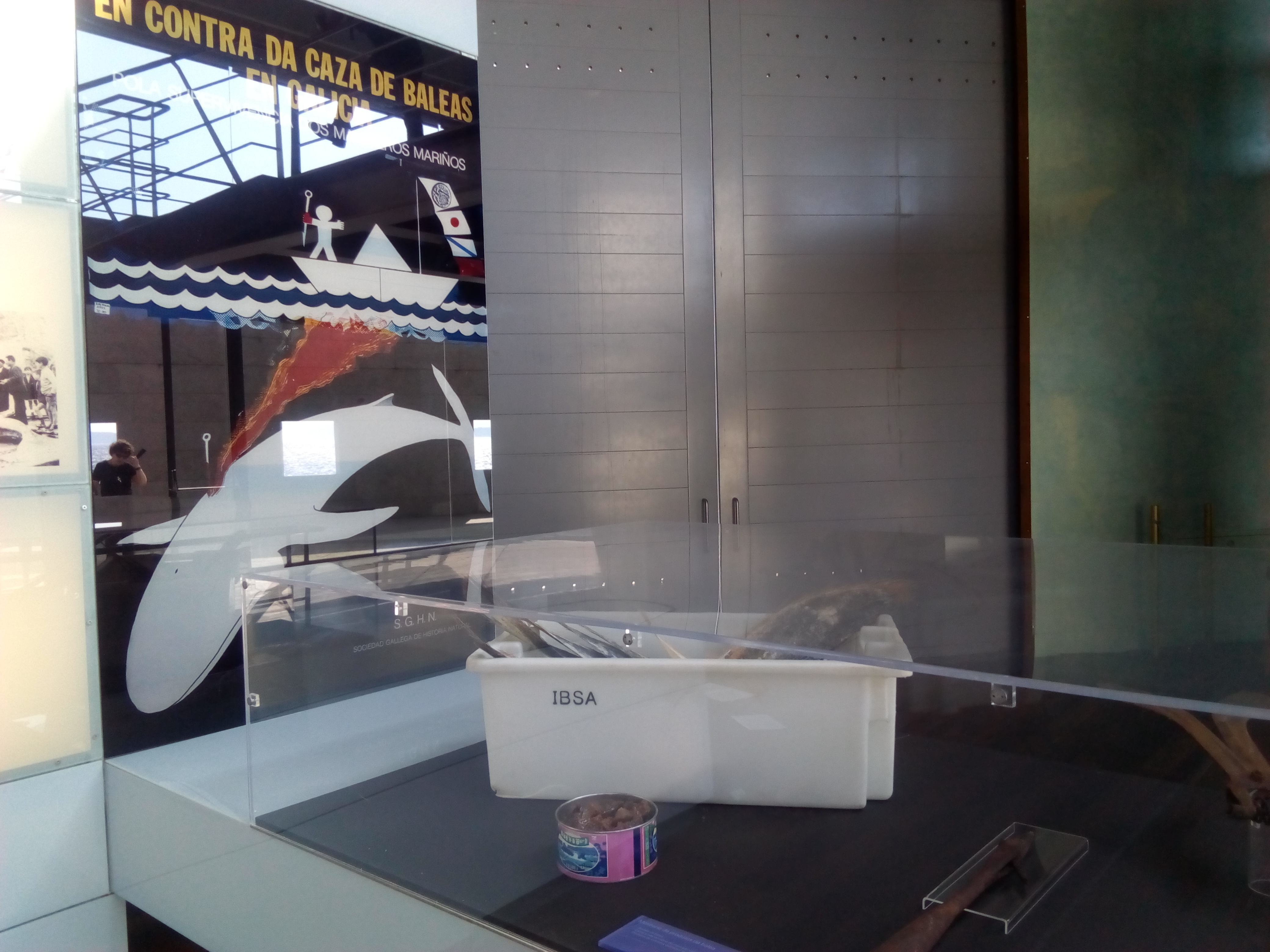
Vitrina con productos propios de la caza de ballenas: carne, barbas...